# Región Centro (Guerrero)
La Región Centro, también conocida como Valles Centrales, es una de las ocho regiones geo-económicas y culturales que conforman el estado de Guerrero, en el sur de México.
Dentro de esta región se encuentra la capital del estado Chilpancingo. La cercanía de este último, ha favorecido al desarrollo de la mayoría de los municipios de esta región al contar con infraestructura carretera, servicios públicos y básicos.

## Geografía

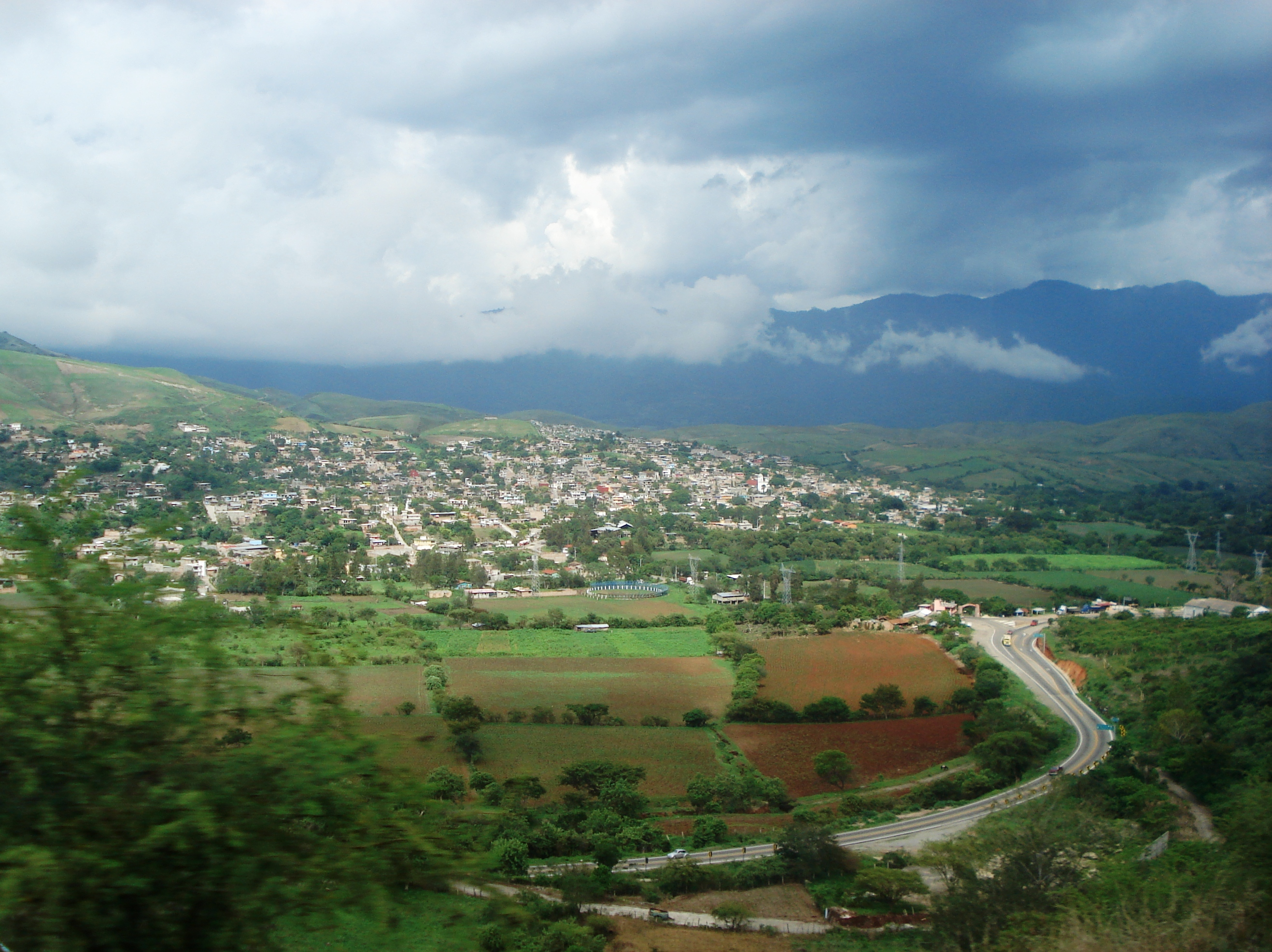
La población de Mazatlán, en el municipio de Chilpancingo de los Bravo. A la derecha, la Carretera Federal 95 (México-Acapulco).

La región Centro se sitúa  en la porción central de la entidad. Sus límites territoriales son al norte con la región Región Norte, al sur con la región de Acapulco y parte de las regiones de Costa Chica y Costa Grande, al oriente con la región de La Montaña y al poniente con la región de Tierra Caliente.
Cuenta con una gran variedad de valles con altitudes que oscilan entre los 600 y 1,300 m s. n. m.. Su clima se presenta mayoritariamente cálido, en los valles ubicados en la vertiente costera presentan condiciones más húmedas dada a la interacción cercana con el océano.

## Municipios
La Región Centro está compuesta por trece municipios. La capital regional de esta región es la ciudad de Chilpancingo.
| Municipios de la Región Centro |                            |                           |
| Clave                          | Municipio                  | Cabecera                  |
| 002                            | Ahuacuotzingo              | Ahuacuotzingo             |
| 028                            | Chilapa de Álvarez         | Chilapa de Álvarez        |
| 029                            | Chilpancingo de los Bravo  | Chilpancingo de los Bravo |
| 075                            | Eduardo Neri               | Zumpango del Río          |
| 032                            | General Heliodoro Castillo | Tlacotepec                |
| 079                            | José Joaquín de Herrera    | Hueycantenango            |
| 039                            | Juan R. Escudero           | Tierra Colorada           |
| 040                            | Leonardo Bravo             | Chichihualco              |
| 042                            | Mártir de Cuilapan         | Apango                    |
| 044                            | Mochitlán                  | Mochitlán                 |
| 051                            | Quechultenango             | Quechultenango            |
| 061                            | Tixtla de Guerrero         | Tixtla de Guerrero        |
| 074                            | Zitlala                    | Zitlala                   |